# КПВТ
Голямокалибрена картечница Владимиров, танкова (на руски: Крупнокалиберный пулемёт Владимирова танковый) (КПВТ, Индекс ГРАУ – 56-П-562Т) е модифициран вариант на едноименната пехотна картечница за поставяне като въоръжение на бронетехника. Може да се използва както за стрелба по наземни или надводни цели, така и за поразяване на нисколетящите средства за въздушно нападение (самолети и вертолети) на противника. Явява се достатъчно мощно средство за огнева поддръжка на пехотата и танковете във всякакви условия на бойната обстановка, предназначена е за борба с лекобронирани цели (бронеавтомобили, бронетранспортьори, бойни машини на пехотата, противотанкова артилерия) а също за стрелба по струпванията на пехота и техника. В условията на липса у противника на укрепена линия на отбрана или отделни опорни пунктове с железобетонни фортификационни съоръжения, а също и тежка бронетехника, може самостоятелно да решава широк спектър от огневи задачи (в връзка с което, картечницата състои на въоръжение не само в армията и сухопътните компоненти на флотове, но и във вътрешните войски, граничките войски, подразделенията със специално предназначение и за бързо реагиране на милицията и полицията, и други предвидени и непредвидени от закона въоръжени формирования). За увеличаване на бойната ефективност на единиците бронетехника, като самостоятелна огнева единица, КПВТ се поставя във въртяща се кула заедно с картечницата ПКТ, която се използва за поражение на небронирана техника и живата сила на противника извън укритията. Автоматиката на картечницата реализира принципа използване на енергията на отката при къс ход на ствола.
КПВТ осигурява ефективно поражение на групови и въздушни цели на разстояние до 2000 метра, но опитни оператори могат да водят достатъчно ефективен огън по цели и на по-отдалечено разстояние, в зависимост от нивото на тяхното индивидуално майсторство, степента на износване на ствола и качеството на използваните боеприпаси.

## Разработка
В средата на 1960-те г. ръководството на виетнамските партизани, водещи война против контингента на САЩ, се обръща към ръководството на СССР с молбата да им осигури, заедно с другите образци въоръжение и военна техника, лека зенитна установка, позволяваща да се води ефективна борба против американската авиация от засада във вечнозелените виетнамски джунгли. Интернационалната молба е изпълнена от съветската страна като приоритетна, а страничен продукт от изпълнението на молбата на виетнамските другари става разработката на танков вариант на голямокалибрената картечница.

## Устройство
Голямокалибрената картечница КПВТ се състои от следните основни части и механизми:
| - ствол; - цевна кутия; - затвор; - възвратно-бойна пружина; - капак на цевната кутия; - приемник; | - спусков механизъм; - подложка; - електроспусък; - механизъм за пневматично презареждане. В комплекта на картечницата влизат: - патронни кутии с лентите; | - прицелите; - принадлежностите за почистване, разглобяване и сглобяване; - тръбичка за студена пристрелка; - приспособленията за стрелба с холостни патрони; - приспособления за снаряжение на лентите с патрони. |

## Тактико-технически характеристики
| Основни сведения - Способ за мерене – с помощта на въртящ и подемен механизми и фиксация чрез спирачки - Прицелни приспособления – перископичен прицел ПП-61А за наблюдаване на местността и насочване на картечниците към целта, оптически прицел ПУ за стрелба по наземни цели и зенитен колиматорен прицел ВК-4 и ВК-4М с подсветка на сектора на обзор през тъмната част от денонощието - Използван тип боеприпаси – патрони с бронебойно-запалителни куршуми (Б-32 и БС-41), бронебойно-запалително-трасиращи (БЗТ и БСТ) и запалителни (ЗП и МДЗ) куршуми - Вид на стрелбата – къси (2 – 5 изстрела) и дълги откоси (до 20 изстрела), и непрекъсната стрелба (до 150 изстрела) по наземни и надводни цели – огън по точка, с разсейване по фронта и с разсейване по дълбочина по въздушни цели – съпровождане, по трасето, заградителна стрелба по пикиращи, кабриращи и зависнали въздушни цели – съпровождащ огън с непрекъснат откос по въздушни цели, маневриращи на звукови и свръхзвукови скорости – заградителен огън с дълги откоси - Техническа скорострелност – 550 – 600 изстрела в минута - Бойна скорострелност – 70 – 80 изстрела в минута - Тип подаване на боеприпасите – лентово от патронна кутия | - Охлаждане на ствола – въздушно - Прегряване на ствола – след 150 изстрела - Работно напрежение на системата на електроспусъка – 26 В - Допустими колебания в напрежението на системата на електроспусъка – 22 – 30 В Масо-габаритни характеристики - Тегло на картечницата – 52,2 кг - Тегло на патронната кутия със снаряжена с 50 патрона лента – 12,3 кг Стрелкови характеристики - Ефективна далечина на стрелбата по бронирани обекти и жива сила зад леки укрития – до 1000 м по струпвания на жива сила и транспорт – до 2000 м по въздушни цели – до 2000 м - Прицелна далечина на стрелбата с оптичен прицел – до 2000 м - Досегаемост по височина – до 1500 м - Ъгъл на възвишение – −5°…+85° - Ъгъл на въртене – 360° Външна балистика - Влияние на напречния вятър за изменение на далечината на полет на куршума – не изисква извършването на поправки - Влияние на температурата на въздуха върху балистичните качества на куршума – изисква поправки за далечини над 1000 м |

## Модификации
КПВТ-1
В конструкцията са внесени редица доработки, в частност, добавена е възможност да се превключва направлението на подаване на лентата от дясно наляво, което става с преместване на детайлите на подаващия механизъм и облекчава монтажа на картечницата на различни образци бронетехника.
Пехотни варианти
Тъй като пехотният вариант на голямокалибрената картечница Владимиров на колесен лафет е снет от въоръжение и е заменен с други образци стрелково въоръжение, а КПВТ остава и продължава да остава на въоръжение в армиите и сухопътните компоненти на флотовете на много страни от постсъветското пространство, а също и на чужди държави, където са продавани масово или където е произвеждана бронетехника съветски образец, посредством обратно инженерно-техническо преоборудоване със силите на военнослужещите КПВТ е преправян в пехотен вариант на лафет или на триноге за усилване на системата на огъня на подразделенията от тактическите звена в отбрана.

## Носители
Тук е представен списък на образци бронетехника (включая опитните образци и проектите), позволяващ поставянето на КПВТ:
| Автомобили с повишена проходимост и бронеавтомобили - Варта - ГАЗ-3937 - КамАЗ-43269 Бойни разузнавателни машини - БРДМ-2 - БРДМ-2ДИ - БРДМ-2ЛД - БРДМ-2Т | Бронемашини - БМР-1 - Обект 6МА - РХМ-4 - РХМ-6 Бронетранспортьори - БТР-7 - БТР-60 - БТР-60М - БТР-70 - БТР-70ДИ - БТР-70М - БТР-70Т | - БТР-80 - БТР-80УП - БТР-82 - ГТ-Л - К-78 - B-33 - MGC-14,5 - OT-90 - TAB-77 - TABC-79 | Самоходни артилерийски установки - Обект 268 - Обект 610 - СУ-122-54 Танкове - ИС-7 - Обект 139 - Обект 140 - Обект 141 - Обект 277 - Обект 278 - Обект 279 | - Обект 430 - Обект 435 - Обект 770 - Обект 907 - Сонгун-915 - СТ-1 - Т-10 - WZ-111 | Бронирани и артилерийски катери - Бронирани катери проект 191М - Артилерийски катери проект 1204 първа серия |

За поставянето на картечницата могат да бъдат преоборудвани фабрично-заводски или самоделно куполите и на други единици бронетехника.
|  |  |  |  |

## Оператори
Следующие государства эксплуатировали КПВТ в разное время:
| - Въоръжени сили на Азербайджан (Армия, ВВ на МВР, ДГСА) - Въоръжени сили на Алжир - Народни въоръжени сили за освобождение на Ангола - Въоръжени сили на Демократична Република Афганистан → Въоръжени сили на Ислямска Република Афганистан - Въоръжени сили на Обединената Арабска Република → Въоръжени сили на Арабска Република Египет - Въоръжени сили на Армения - Въоръжени сили на Бангладеш - Въоръжени сили на Беларус (СВ, ССОБ) - Въоръжени сили на Бурунди - Въоръжени сили на Унгария (СВ, ГВ) - Въоръжени сили на Венецуела - Въоръжени сили на Демократична Република Виетнам - Народни революционни Въоръжени сили на Гренада - Въоръжени сили на Грузия | - Въоръжени сили на Джибути - Национални сили за отбрана на Индонезия - Въоръжени сили на Ирак - Въоръжени сили на Йемен - Въоръжени сили на Казахстан - Въоръжени сили на Киргизстан - Въоръжени сили на КНДР - Въоръжени сили на Колумбия - Въоръжени сили на Кот д'Ивоар - Въоръжени сили на Република Корея - Революционни въоръжени сили на Куба - Въоръжени сили на Македония - Монголска Народна Армия → Въоръжени сили на Монголия - Въоръжени сили на Молдова - Въоръжени сили на Народна демократична република Йемен - Въоръжени сили на Нигерия - Въоръжени сили на Пакистан - Въоръжени сили на Руската федерация (Сухопътни войски на Руската федерация, МП на ВМФ, Росгвардия, ССО, ФГС на ФСБ, ЦСП на ФСБ) | - Въоръжени сили на Социалистическа република Румъния → Въоръжени сили на Румъния - Въоръжени сили на САР - Въоръжени сили на Сомалия - Въоръжени сили на СССР (Советская Армия, МП на ВМФ, ВВ на МВД, ГВ на КГБ) - Въоръжени сили на Судан - Въоръжени сили на Таджикистан - Въоръжени сили на Туркменистан - Въоръжени сили на Турция (СВ) - Въоръжени сили на Узбекистан - Въоръжени сили на Украйна (СВ на ВСУ, МП на ВМСУ, ССОУ), ГПСУ, НГУ 1-во и 2-ро формиране, ТрБ - Въоръжени сили на Чад - Въоръжени сили на Шри Ланка - Въоръжени сили на Естония - Въоръжени сили на Етиопия - Сили за отбрана на Финландия |

Следните непризнати и частично признати държави и държавни образувания, а също националноосвободителни движения и други въоръжени формирования експлоатират КПВТ по различно време:
- Въоръжени сили на Абхазия
- Всевелика донска войска (военизирана обществена организация)
- Въоръжени сили на Донецката народна република
- Армия на Югизтока → Народна милиция на Луганската Народна Република
- Въоръжени сили на Нагорно-Карабахската Република
- Въоръжени сили на Приднестровската Молдавска Република
- Руска православна армия (военизирана обществена организация)
- Обединена таджикска опозиция
- Талибан
- Въоръжени сили на Южна Осетия

Лицензионно и нелицензионно производство на картечницата има в следните страни:
- Корейска Народно-Демократична Република – производство в предприятия от отбранително-промишления комплекс на КНДР
- Китайска Народна Република – производство на контрафактното копие под названието Тип 56 в заводите на Китайската северно промишлена корпорация
- Социалистическа република Румъния – производство на точно лицензионно копие под названието KPVT в Куджирския механичен завод

## Бойна употреба
Списък на въоръжените конфликти, в хода на които са използвани КПВТ и нейните модификации:
- Индо-пакистански конфликт (1965— понастоящем)
- Арабско-израелски конфликт (1965— понастоящем)
- Гражданската война и чуждестранната интервенция в Йемен (1965 – 1970)
- Гражданската война и чуждестранната интервенция в Ангола (1975 – 2002)
- Гражданската война и чуждестранната интервенция в Мозамбик (1976 – 1992)
- Етиопо-сомалийска война (1977 – 1978)
- Гражданската война и чуждестранната интервенция в Сомалия (1988— понастоящем)
- Войната в Афганистан (1979 – 1989)
- Локални конфликти в следсъветския период (1989 – 1991)
- Локални войни в постсъветското пространство (1991— понастоящем)

- Грузино-абхазски конфликт
- Карабахски конфликт
- Приднестровски конфликт
- Чеченски конфликт
- Конфликта в източна Украйна
- Конфликта в Южна Осетия

## Износване
Според увеличаването на износването на детайлите и възлите на картечницата се учестяват броя на проблемите, прехапванията, незахващането на патрони и отказите на електроспусъка, и други задръжки при стрелба, което отчасти се компенсира от нивото на огневата подготовка на оператора и се отстранява чрез замяна на детайлите, непригодни за последваща експлоатация с нови, със съблюдаване на изискванията по обслужване и грижа за оръжието, което съществено удължава срока на експлоатация на оръжието във войските.